# Ornak (hřeben)

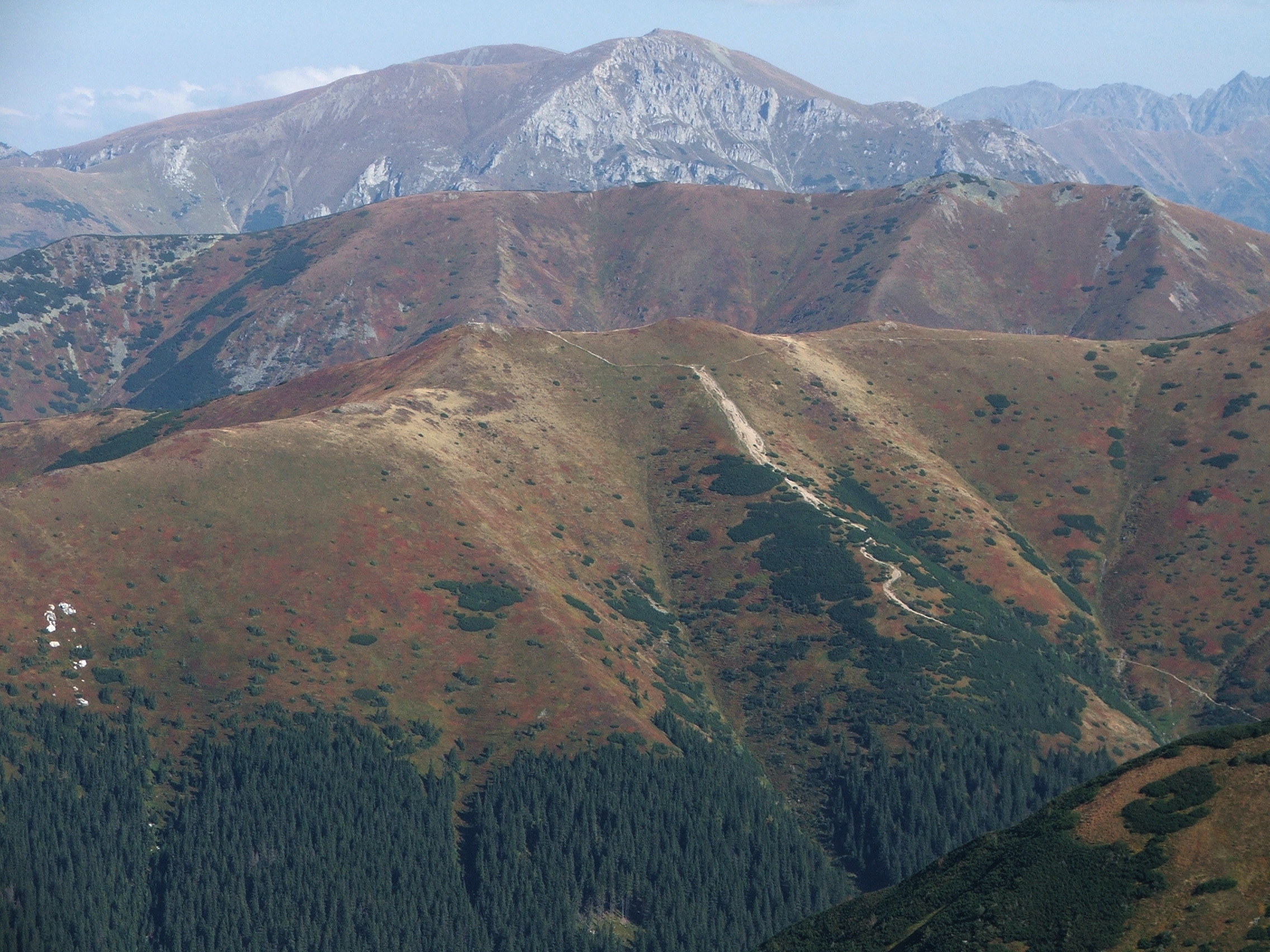
Odshora: Temniak, Ornak, Trzydniowiański Wierch

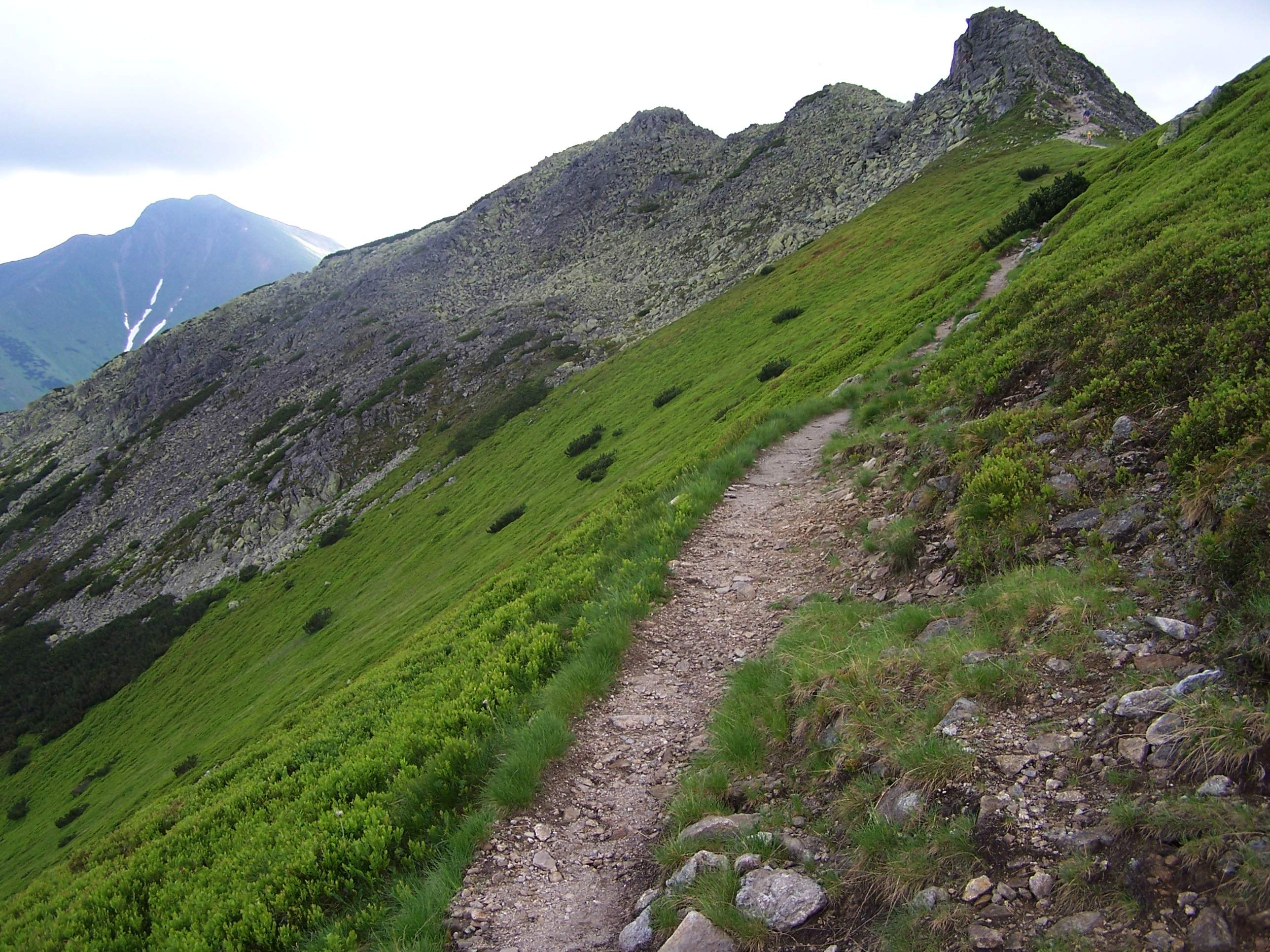
Východní svah Ornaku.Vlevo Veľké Kamenistá

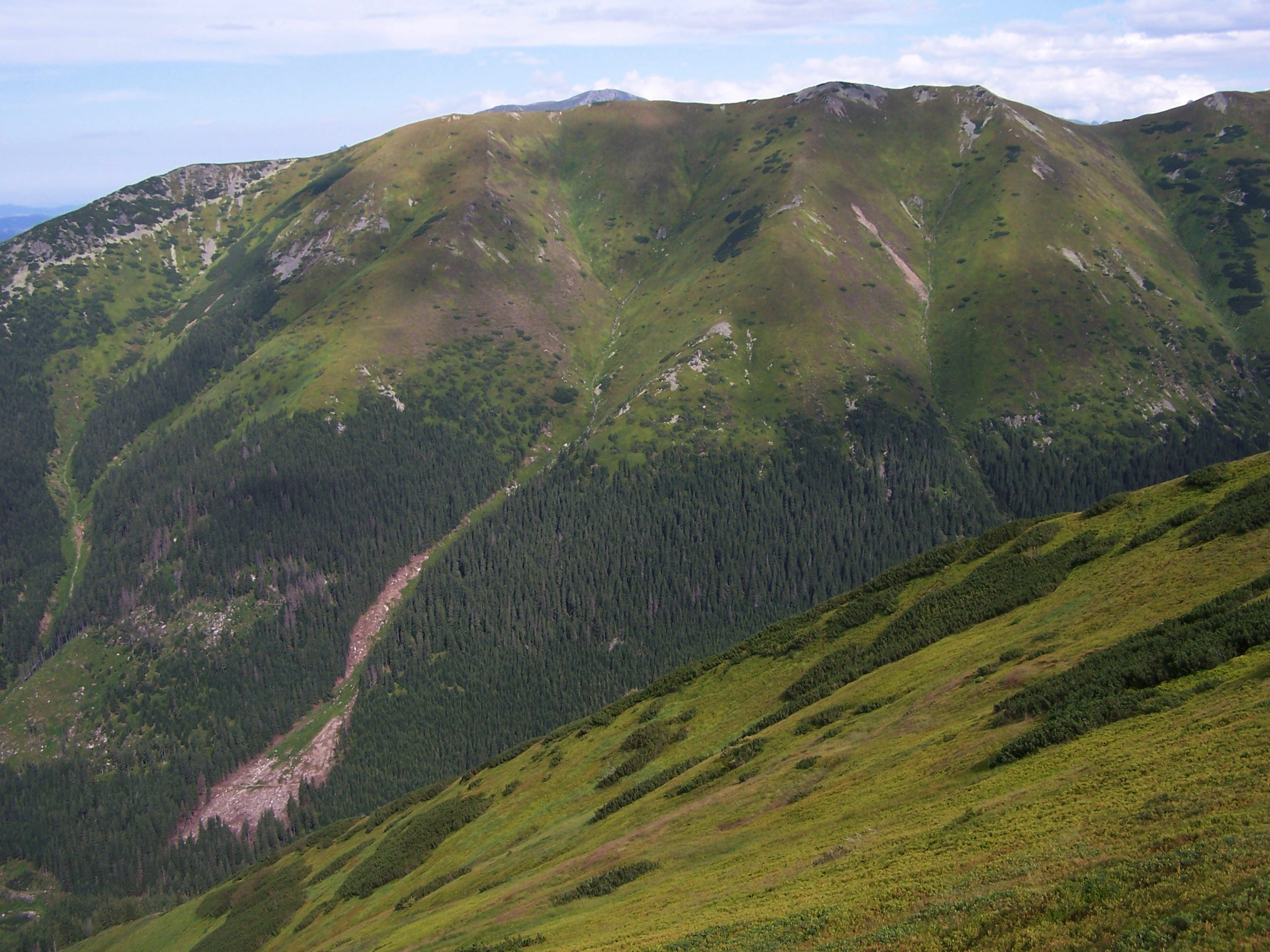
Západní svah Ornaku

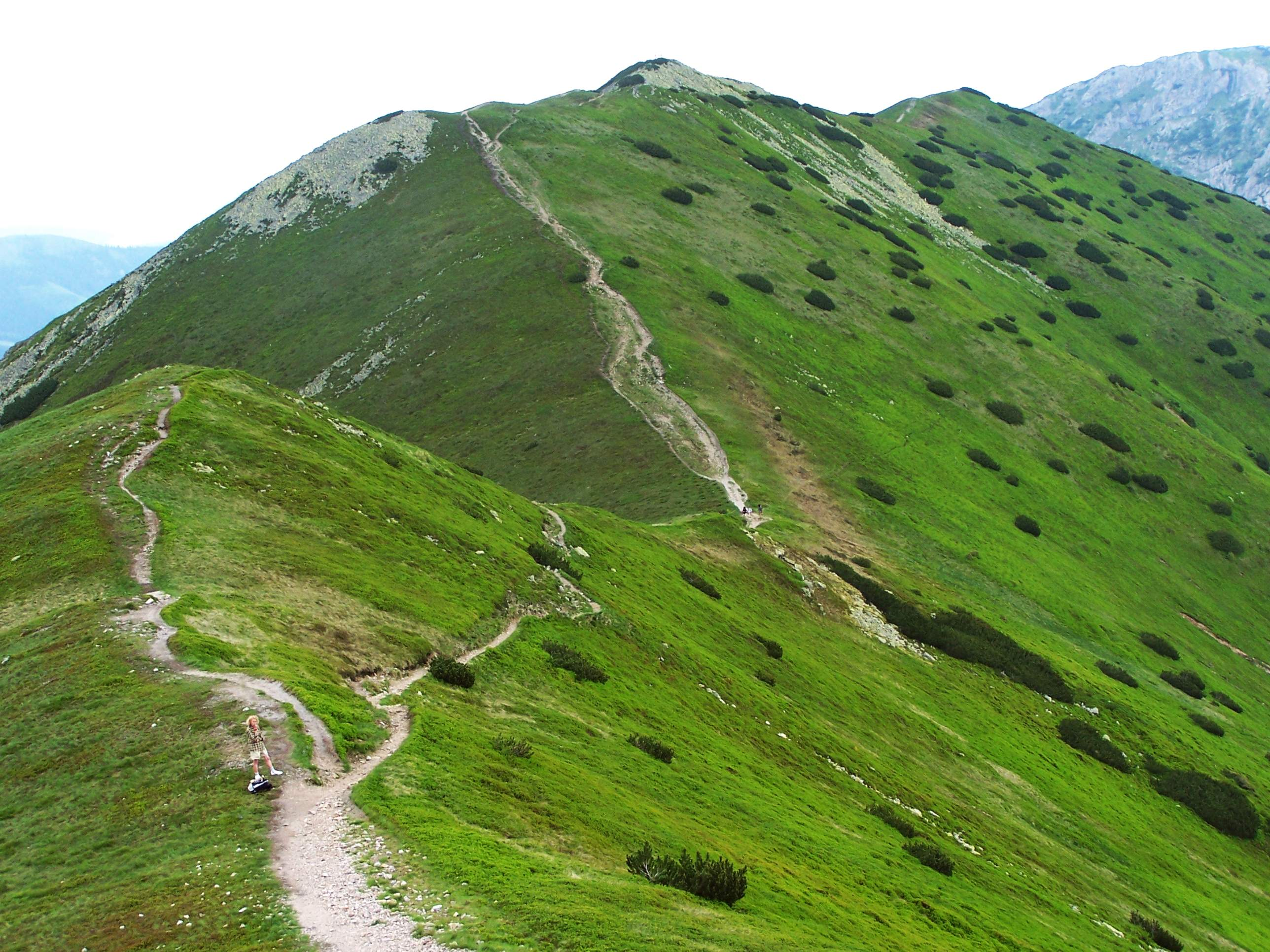
Hřeben Ornaku

Ornak (polsky Ornak) je horský hřeben, který je součástí severního hřebene Sivá veža v polských Západních Tatrách. Je zároveň jedním z geomorfologických okrsků Západních Tater. Odděluje údolí Dolina Starorobociańska (Dolina Starej Roboty) od údolí Dolina Pyszniańska.

## Topografie
Jedná se o boční větev hlavního hřebene Tater, která z něj vybíhá mezi vrcholy Klinu (Západní Tatry) a Blyšťě na nevýznamném svorníkovém kopci - Sivé veži. Jde o dlouhý, mohutný hřeben, který vede na sever od Sivého průsmyku do průsmyku Iwaniacka Przełęcz (1459 m) a má několik vrcholů, kterými jsou: Kotel Czuba (1840 m), Zadni Ornak (1867 m), Ornak (1854 m), Suchy Wierch Ornaczański (1832 m n. m.) Jsou od sebe odděleny nevelkými sedly: Kotłowe Siodło, Ornaczańska Przełęc a Wyżnia Ornaczańska Przełęcz.
Ornak se tyčí nad okolními údolí s relativní výškou 500-700 m. Na východních svazích se dříve páslo (Hall Ornak). Do údolí Dolina Starorobociańska (Dolina Starej Roboty) padá několikrát žlebů: Banisty Żleb, Pośredni Żleb, Graniczniak, Żleb na Przełęcz, Żleb pod Pyszną; do údolí Dolina Pyszniańska pak padají žleby Piszczałki, Ornaczański Żleb a nejslavnější Żleb pod Banie. Žleby často v zimě sjíždějí laviny.

## Popis hřebene
Hřeben Ornaku je na významné délce obnažen a může se chlubit dalekými výhledy, především na blízký Kominiarski Wierch a oblast údolí Doliny Tomanowa a údolí Dolina Pyszniańska, nad kterými se ční vrcholy Temniak, Poľská Tomanová, Smrečiny, Veľká Kamenistá, a pohledem na Klín, která se zde ukazuje velmi okázale. Během bouře je hřeben nebezpečný.
Hřeben je tvořen z metamorfovaných hornin s příměsí žuly a vrcholové části masivu jsou na severní straně z křemených pískovců. V masivu Ornaku se již od patnáctého století nacházely doly, kde se těžily rudy barevných kovů, a od sedmnáctého století také železo. Do hor již dlouho pronikali pastýři a horníci, první záznam o přechodu je ze zimy 1910. Neznámý je původ názvu hory - v hornických dokumentech ze šestnáctého století má název Hornok.  Na travnatém hřebeni dominuje granitomilná (žulomilná) vegetace; vedle holnice dvouřadé (Oreochloa disticha) a sítiny trojklané (Juncus trifidus), četné lišejníky a trpasličí vranec jedlový (Huperzia selago), na jaře kvetou hojně zvonek alpský (Campanula alpina), koniklec alipinský (Anemone alpina) a další tatranské rostliny. Z vzácných rostlin, které rostou v Polsku, vyniká všivec Hacquetův (Pedicularis hacquetii), ostřice chudokvětá (Carex pauciflora) a Ostřice Bigelowova (Carex bigelowii). Na západních svazích hory Suchy Wierch Ornaczański (Baniste) je nejzápadnější známé místo přirozeného výskytu borovice limby v polských Tatrách.

## Turistické cesty
- zelená trasa vedoucí z průsmyku Iwaniacka Przełęcz přes celý hřeben Ornaku, průsmyk Siwą Przełęcz a Siwe Turnie do Gáborova sedla. Čas přechodu: 3.50 h, 4.15 h zpátky
 - masiv Ornaku lze rovněž dosáhnout po černě značené stezce do sedla Siwą Przełęcz, vedoucí z údolí Dolina Chochołowskiej, přes údolí Dolina Starorobociańska. Čas přechodu: 2:30, ↓ 2 h 
Vhodným výchozím bodem na Ornak je Chata PTTK na Hale Ornak v horní části údolí Kościeliska.